# Talara minynthadia
Talara minynthadia là một loài bướm đêm thuộc phân họ Arctiinae, họ Erebidae.